# Inguma (base de dades)
Inguma és la base de dades de la comunitat científica i intel·lectual basca que recull què es fa en basc a nivell universitari per mitjà de publicacions, conferències, cursos, tesis i matèries. L'aplicació web, creada l'any 2010, ofereix informació bàsica sobre allò que s'ha produït oralment i per escrit en basc en cada àmbit de coneixement a nivell universitari.

## Història
Es va presentar al públic a la Fira de Durango de l'any 2000 i des d'aleshores s'ha analitzat i recollit la producció de les institucions a partir de 1986 mercès els convenis de col·laboració entre la Universitat Basca d'Estiu i les diferents universitats, a fi de rebre i completar tota la informació.
A la base de dades es recullen molts tipus de documents: articles, referències de llibres, prefacis, parts de llibres o edicions crítiques, tesis doctorals, projectes de recerca, llibres, traduccions, conferències, cursos i assignatures.
La nova versió presentada el febrer de 2014 incloïa un total de 42.632 registres, inclosos 34.387 documents i 8.245 autories. Fruit d'una actualització contínua, l'any 2018 es va catalogar el treball d'un total de 194 organitzacions. Dos anys més tard, en el 20è aniversari d'Inguma, aquesta contenia dades de 203 institucions, 11.835 autories, 43.541 documents i 16.609 articles.
La base de dades ofereix un servei de certificats que els autors poden sol·licitar per a justificar la seva producció en basc.